# نملاوات شاذة
نملاوات شاذة (الاسم العلمي: Anomalomyrmini)، قبيلة نمل من فُصيلة الحذالاوات وتضم ثلاث أجناس حيّة

## الأجناس
- نمل شاذ Taylor, 1990
- Furcotanilla Xu, 2012
- Protanilla Taylor, 1990